# Pulitzer-Preis/Fotografie
Der Pulitzer-Preis für Fotografie (Pulitzer Prize for Photography) wurde von 1942 bis 1967 vergeben. Er wurde dann in zwei Kategorien aufgeteilt:
- Pulitzer Price for Spot News Photography, im Jahr 2000 umbenannt in Pulitzer Prize for Breaking News Photography; siehe Pulitzer-Preis/Aktuelle Fotoberichterstattung
- Pulitzer Prize for Feature Photography; siehe Pulitzer-Preis/Feature-Fotoberichterstattung

## 1942–1949
- 1942: Milton Brooks, Detroit News, für sein Foto Ford Strikers Riot, das Streikposten vor den Ford-Werken in Detroit zeigt, die einen Streikbrecher angreifen
- 1943: Frank Noel, Associated Press, für sein Foto Water!, auf dem ein durstiger indischer Schiffbrüchiger andere Schiffbrüchige (unter ihnen auch der Fotograf) um Wasser bittet
- 1944:
  - Frank Filan, Associated Press, für sein Foto Tarawa Island, das nach der Schlacht um Tarawa entstand
  - Earle L. Bunker, World-Herald, Omaha, Nebraska, für sein Foto Homecoming, das einen US-Soldaten bei seiner Heimkehr aus dem Zweiten Weltkrieg zeigt
- 1945: Joe Rosenthal, Associated Press, für sein Foto Raising the Flag on Iwo Jima
- 1946: nicht vergeben, da das Advisory Board des Pulitzer-Preises keine der Einreichungen für preiswürdig hielt
- 1947: Arnold Hardy, Amateurfotograf aus Atlanta, für sein von Associated Press vertriebenes Foto, das eine Frau bei ihrem tödlichen Sprung aus einem brennenden Hotel zeigt
- 1948: Frank Cushing, Boston Traveler, für sein Foto Boy Gunman and Hostage, das einen bewaffneten Fünfzehnjährigen zeigt, der mit einer gleichaltrigen Geisel vor der Polizei flieht
- 1949: Nathaniel Fein, New York Herald Tribune, für sein Foto Babe Ruth Bows Out, das den letzten sportlichen Auftritt des Baseballspielers Babe Ruth zeigt

## 1950–1959
- 1950: Bill Crouch, Oakland Tribune, für sein Foto Near Collision at Air Show, das zwei Flugzeuge während einer Flugshow zeigt, kurz nachdem sie fast zusammengestoßen sind
- 1951: Max Desfor, Associated Press, für seine Fotos vom Koreakrieg, insbesondere das Foto Flight of Refugees Across Wrecked Bridge in Korea, das Flüchtlinge bei der Überquerung einer zerstörten Brücke zeigt
- 1952: John R. Robinson und Don Ultang, Des Moines Register und Des Moines Tribune, für ihre Sequenz von sechs Fotos aus dem College-Football-Spiel zwischen den Drake Bulldogs und Oklahoma A & M, die den unfairen Angriff auf den schwarzen Spieler Johnny Bright zeigt, bei dem ihm der Kiefer gebrochen wurde
- 1953: William M. Gallagher, The Flint Journal, für sein Foto vom demokratischen Präsidentschaftskandidaten Adlai E. Stevenson mit einem Loch im Schuh
- 1954: Virginia M. Schau, Amateurfotografin, für ihr Foto von der Rettung eines Lkw-Fahrers, dessen Fahrerkabine ein Brückengeländer durchbrochen hatte. Das Foto war zuerst im Akron Beacon Journal erschienen und dann landesweit von Associated Press vertrieben worden.
- 1955: John L. Gaunt Jr., Los Angeles Times, für sein Foto Tragedy by the Sea, das ein Ehepaar an einem Strand zeigt, kurz nachdem ihr 19 Monate alter Sohn im Meer ertrunken ist
- 1956: Mitarbeiter der New York Daily News, für ihre durchgängig hervorragende Bildberichterstattung im Jahr 1955, beispielsweise das Foto Bomber Crashes in Street, das die Absturzstelle eines Bombers in East Meadow, einem Vorort von New York City, zeigt
- 1957: Harry A. Trask, Boston Traveler, für seine Fotos vom Untergang der Andrea Doria vor Nantucket
- 1958: William C. Beall, The Washington Daily News, für sein Foto Faith and Confidence, auf dem ein Polizist einem Zweijährigen erklärt, dass es während der stattfindenden Parade zu gefährlich ist, die Straße zu überqueren
- 1959: William Seaman, Minneapolis Star, für sein Foto eines Neunjährigen, der in Minneapolis von einem Müllwagen überfahren wurde und dabei ums Leben kam

## 1960–1967
- 1960: Andrew Lopez, United Press International, für vier Fotos eines ehemaligen Soldaten der Armee des kubanischer Diktators Fulgencio Batista, der von Fidel Castros Erschießungskommando wegen Kriegsverbrechen hingerichtet wurde
- 1961: Yasushi Nagao, Mainichi Shimbun, für sein Foto Tokyo Stabbing, das Otoya Yamaguchis Attentat auf den Politiker Inejirō Asanuma zeigt
- 1962: Paul Vathis, Associated-Press-Büro in Harrisburg, Pennsylvania, für sein Foto Serious Steps, das US-Präsident John F. Kennedy mit seinem Vorgänger Dwight D. Eisenhower auf einem Spaziergang in Camp David zeigt
- 1963: Héctor Rondón Lovera, La República, für sein Foto Aid from the Padre, das einen Priester zeigt, der während eines Aufstands in Venezuela einen sterbenden Soldaten in den Armen hält
- 1964: Robert H. Jackson, Dallas Times Herald, für sein Foto, das die Ermordung von Lee Harvey Oswald, dem mutmaßlichen Mörder von John F. Kennedy, durch Jack Ruby zeigt
- 1965: Horst Faas, Associated Press, für seine Kriegsfotografien aus dem Vietnamkrieg
- 1966: Kyōichi Sawada, United Press International, für seine Kriegsfotografien aus dem Vietnamkrieg
- 1967: Jack R. Thornell, Associated-Press-Büro in New Orleans, für sein Foto vom Attentat eines Heckenschützen auf den Bürgerrechtler James Howard Meredith